# Selenicereus megalanthus
Selenicereus megalanthus ou pitaia amarela é uma espécie de cacto pertencente ao gênero Selenicereus, nativo do norte da América do Sul. Ele é conhecido, principalmente por seus frutos, os quais recebem o nome de pitaia amarela. Essas cactáceas são cultivadas comercialmente em função da produção destes frutos, mas também é considerada uma planta ornamental, devido a sua bela floração, a maior dentre todas as espécies de cactos.

## Frutificação

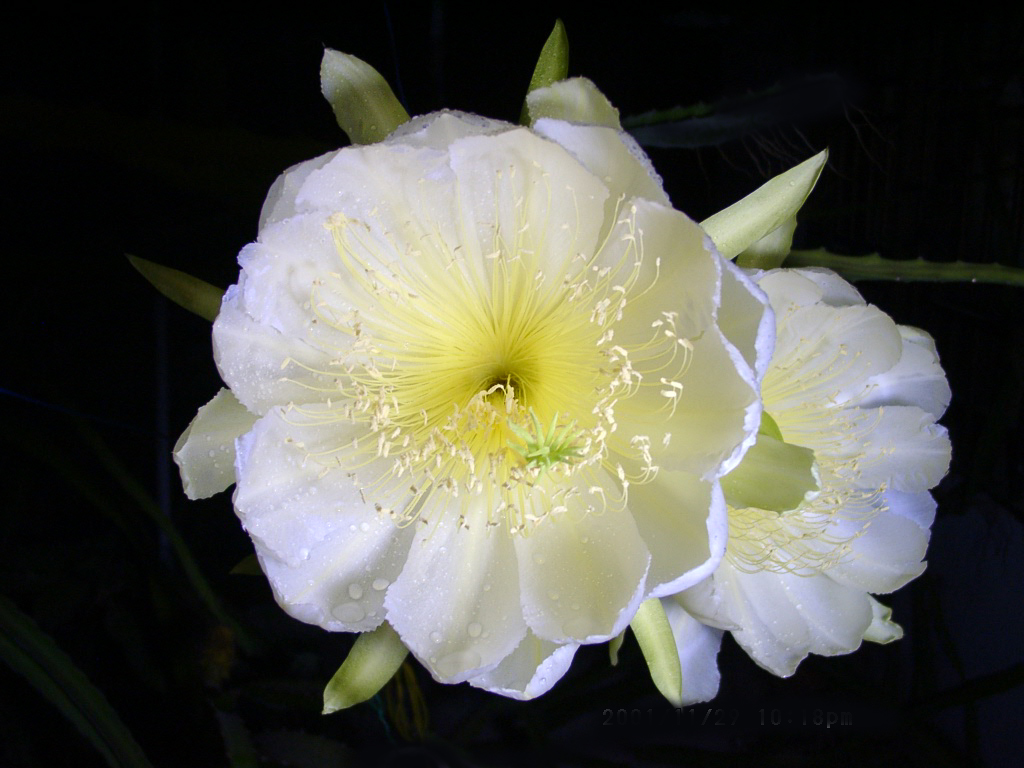
Flores da pitaia amarela

Suas flores são auto-polinizáveis, não precisando de polinização cruzada para gerar frutificações.
Os seus frutos apresentam forma alongada e uma espessa casca de coloração amarelada, com a presença de espinhos. O interior é composto por uma polpa branco-acinzentada repleta de minúsculas sementes pretas. Seu sabor é adocicado, com presença de notas florais. Suas pequenas sementes são comestíveis, dando ao fruto uma textura crocante.
Seu fruto é considerado o mais doce e saboroso dentre todas as espécies de pitaias cultivadas comercialmente.